# Groepen Geleide Wapens
De Nederlandse Groepen Geleide Wapens werden in de jaren 1960 in de  Bondsrepubliek Duitsland opgesteld voor de luchtverdediging van het NAVO-gebied. Het personeel en materieel was ingedeeld bij de Koninklijke Luchtmacht; zij waren voor meerdere jaren met hun gezin op diverse plekken in voormalig West-Duitsland geplaatst.
Dit was in die periode het NIKE-systeem tegen (middel)hoog inkomende vliegtuigformaties:

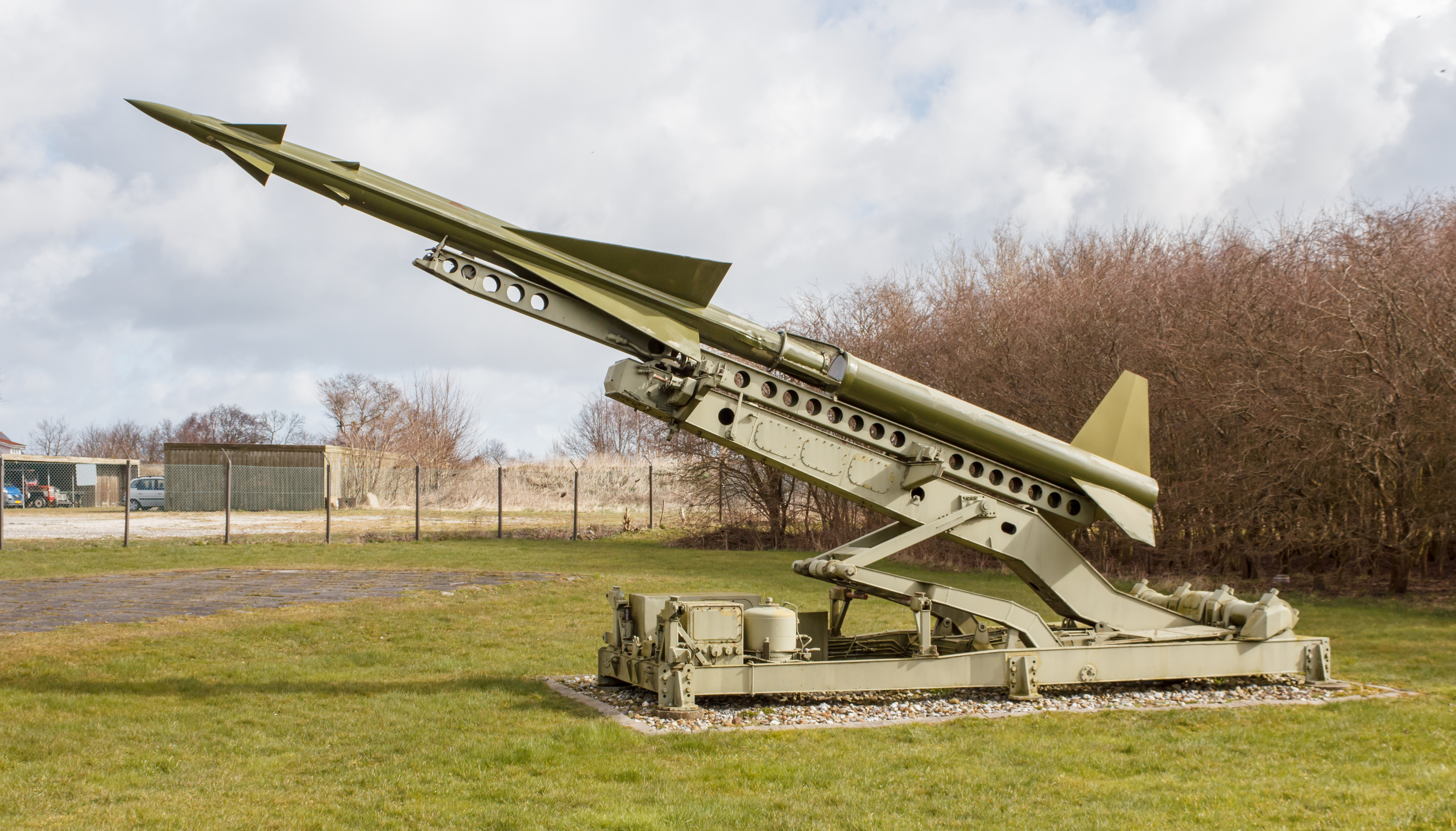
Western Electric Nike Ajax
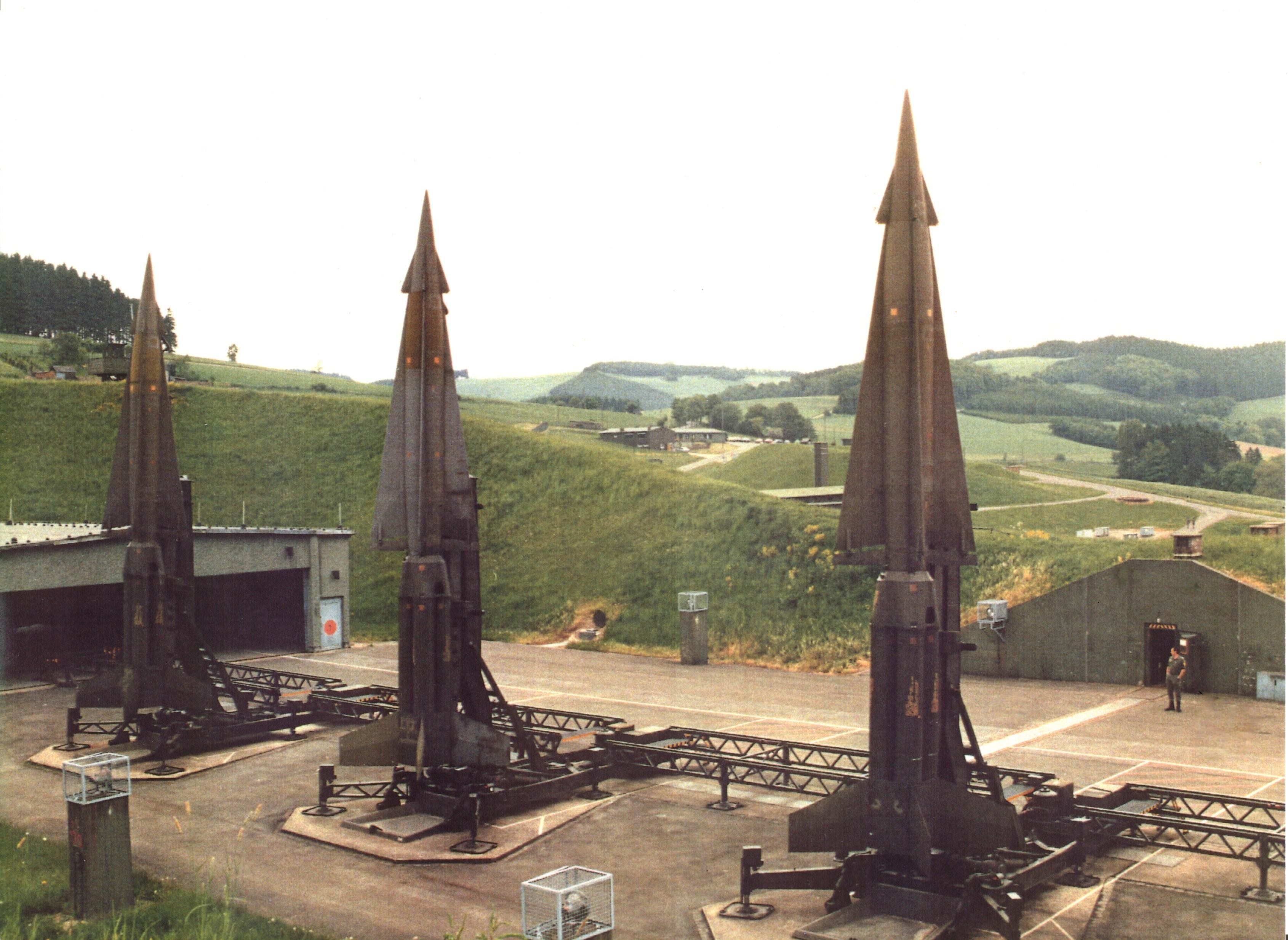
Nike Hercules met en zonder atoomkop
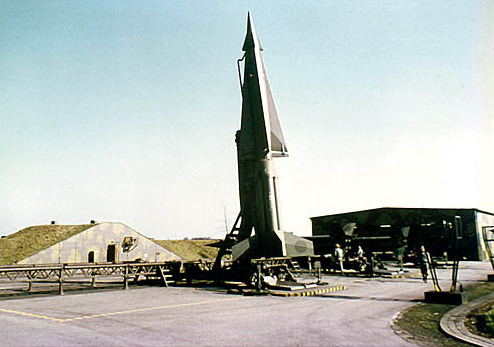
Nike-site 1 GGW/119 Sq C-sectie Münster-Handorf
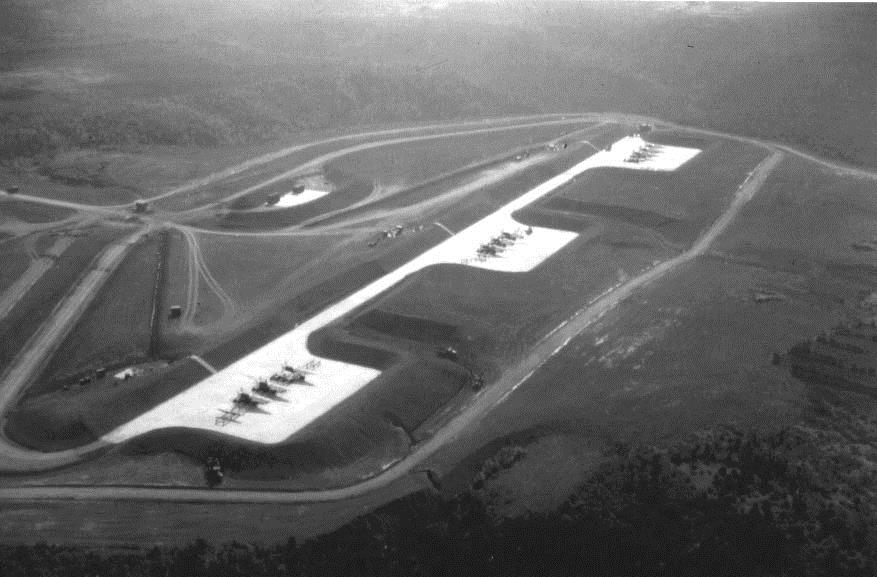
Typische Nike-launchersite-layout
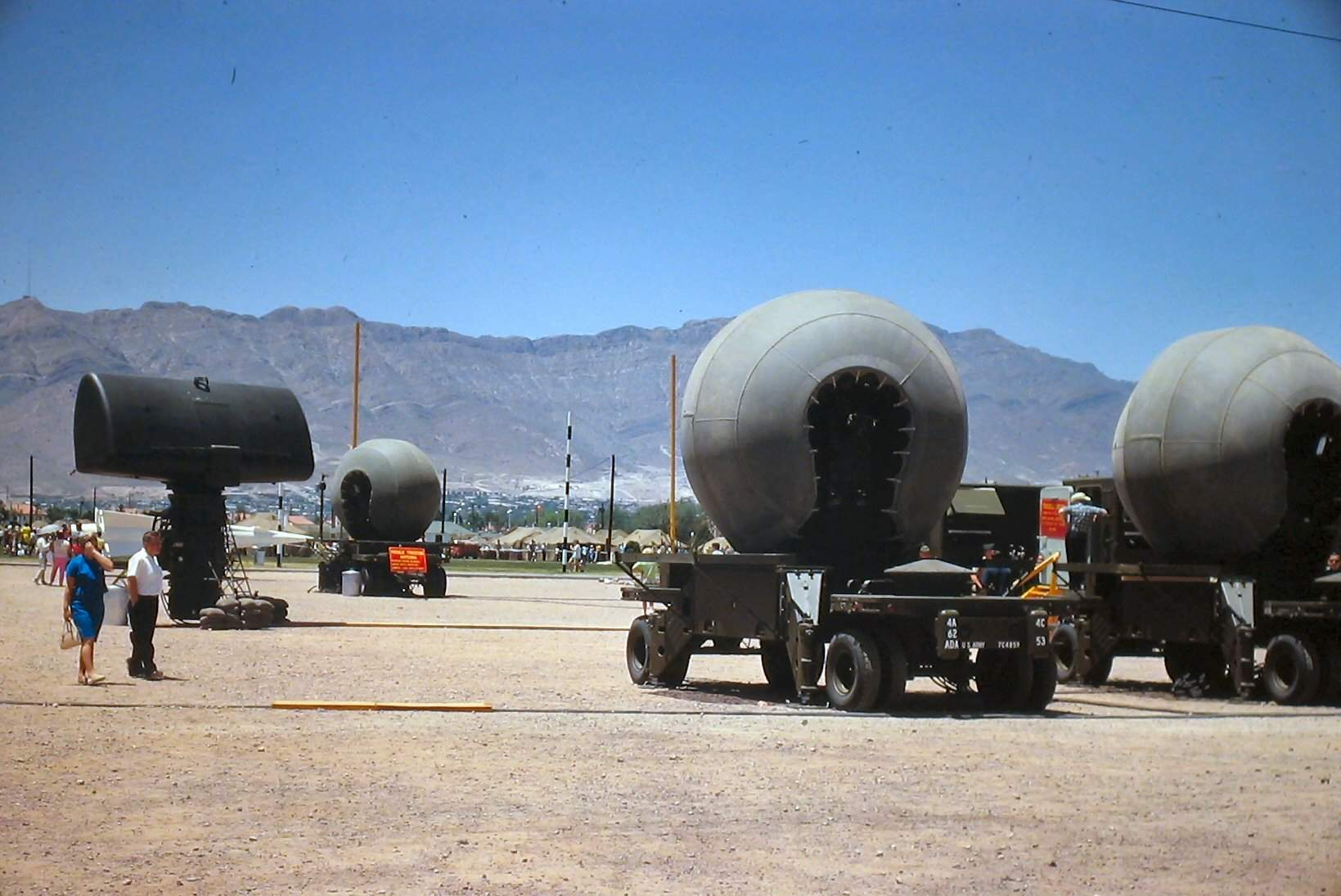
De vuurleidingsradars stonden nabij opgesteld op het Integrated Fire Control gebied. Tussen de twee rechtse radarantennes zijn de commando wagens te zien. (Foto bedoeld om grootte aan te geven.)

En dit HAWK-systeem werd gebruikt tegen de laag inkomende luchtdoelen:

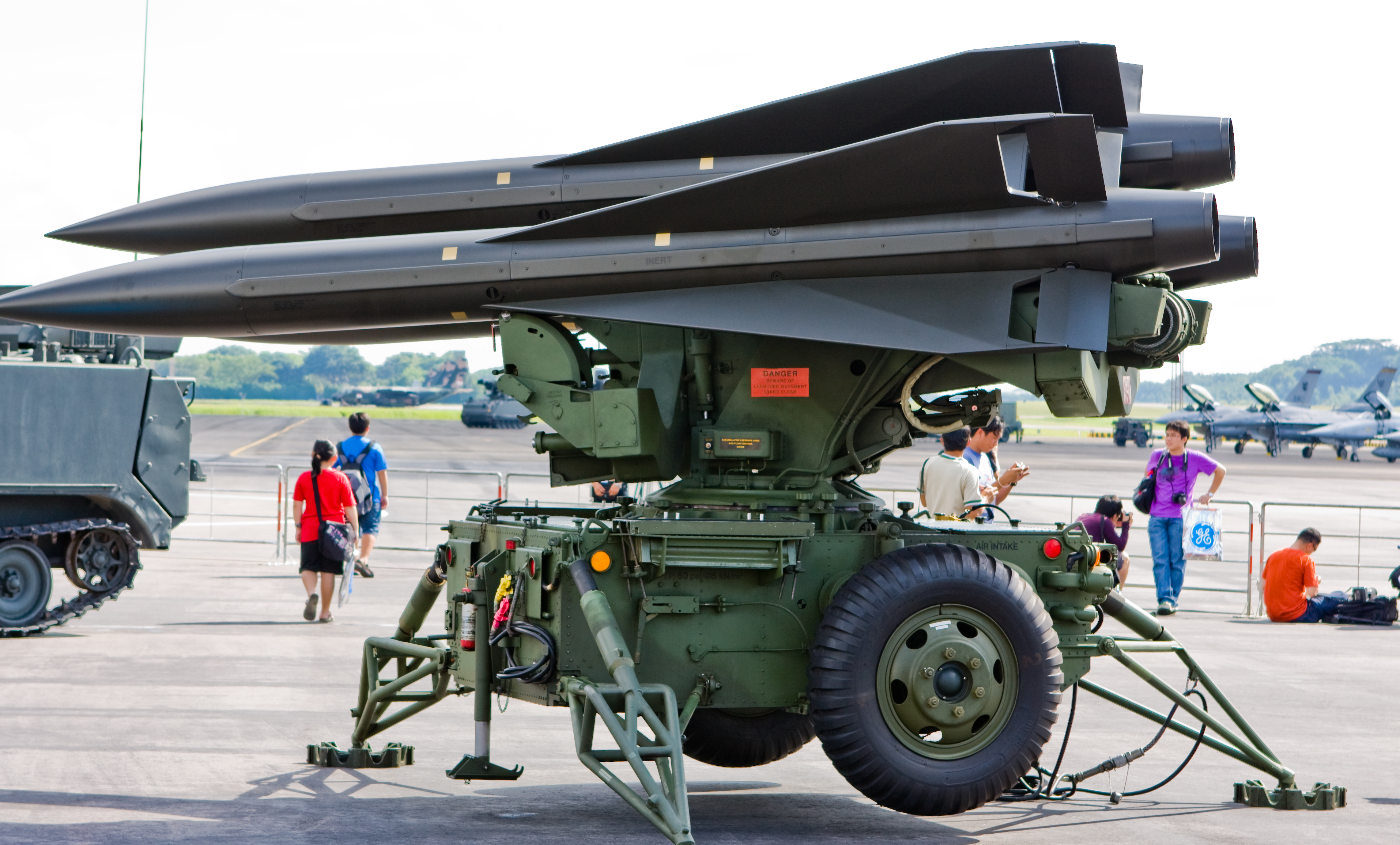
Raytheon Hawk
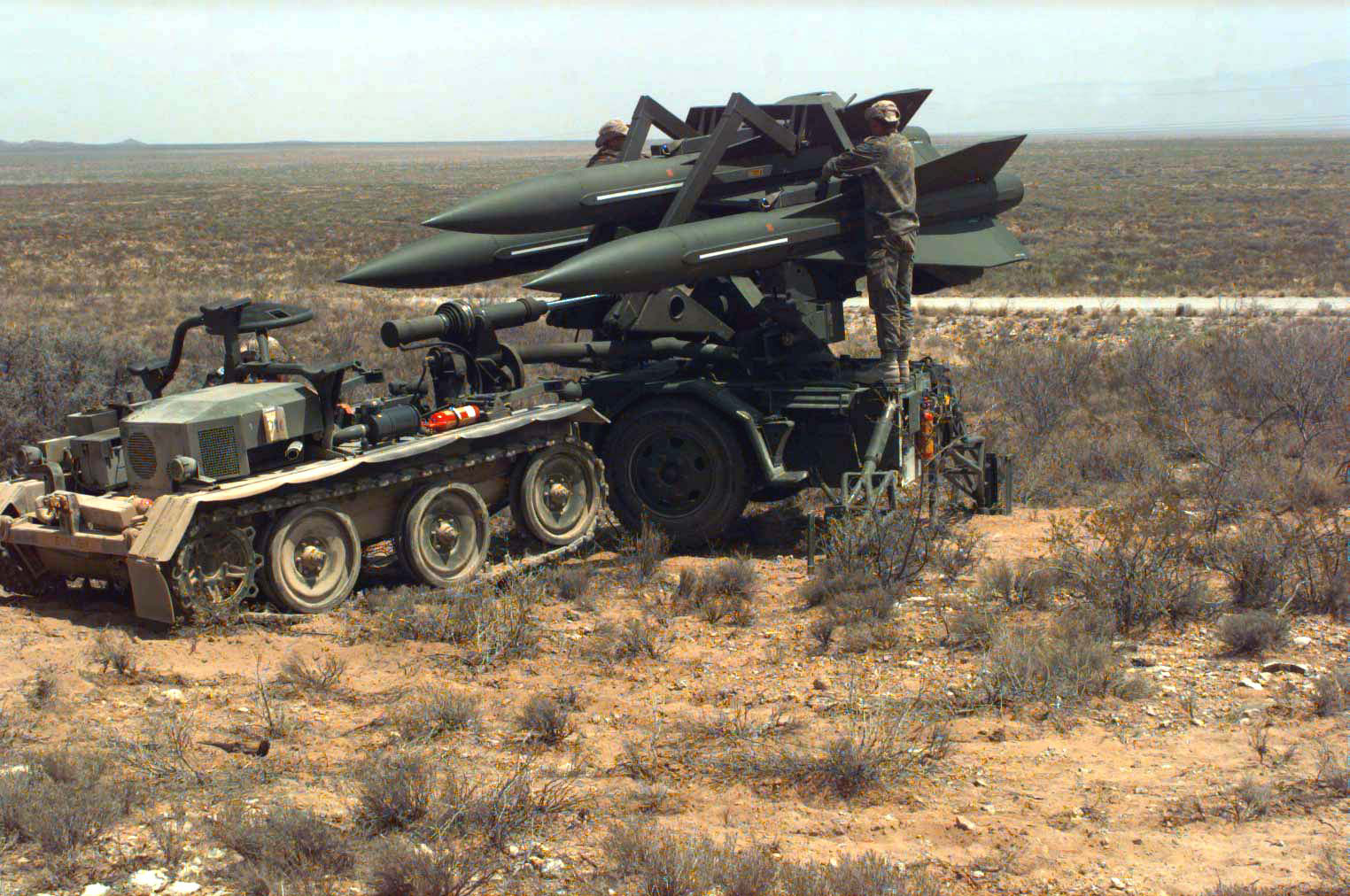
Mobiel inzetbaar en vaak in het veld
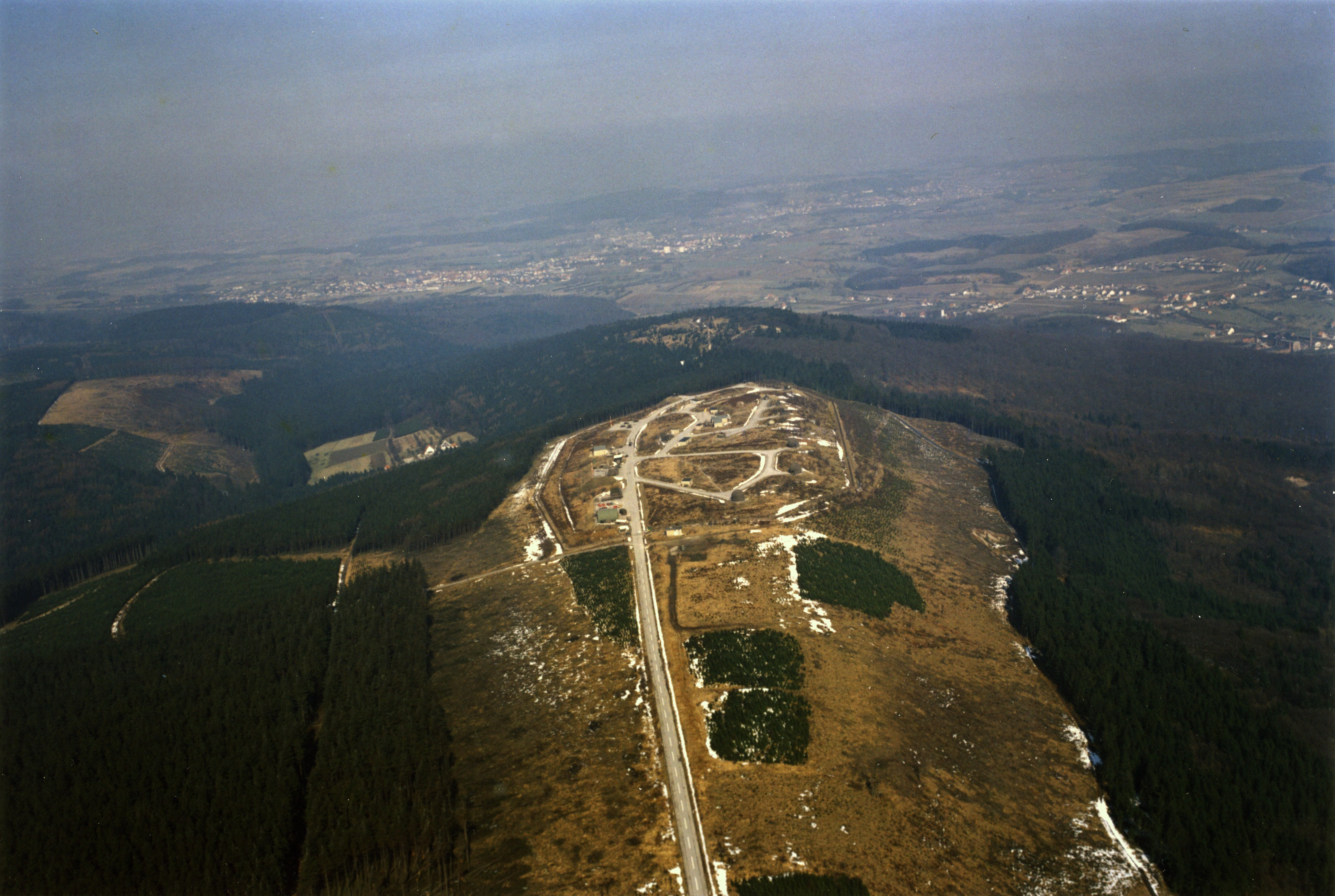
Luchtfoto van typische Hawksite
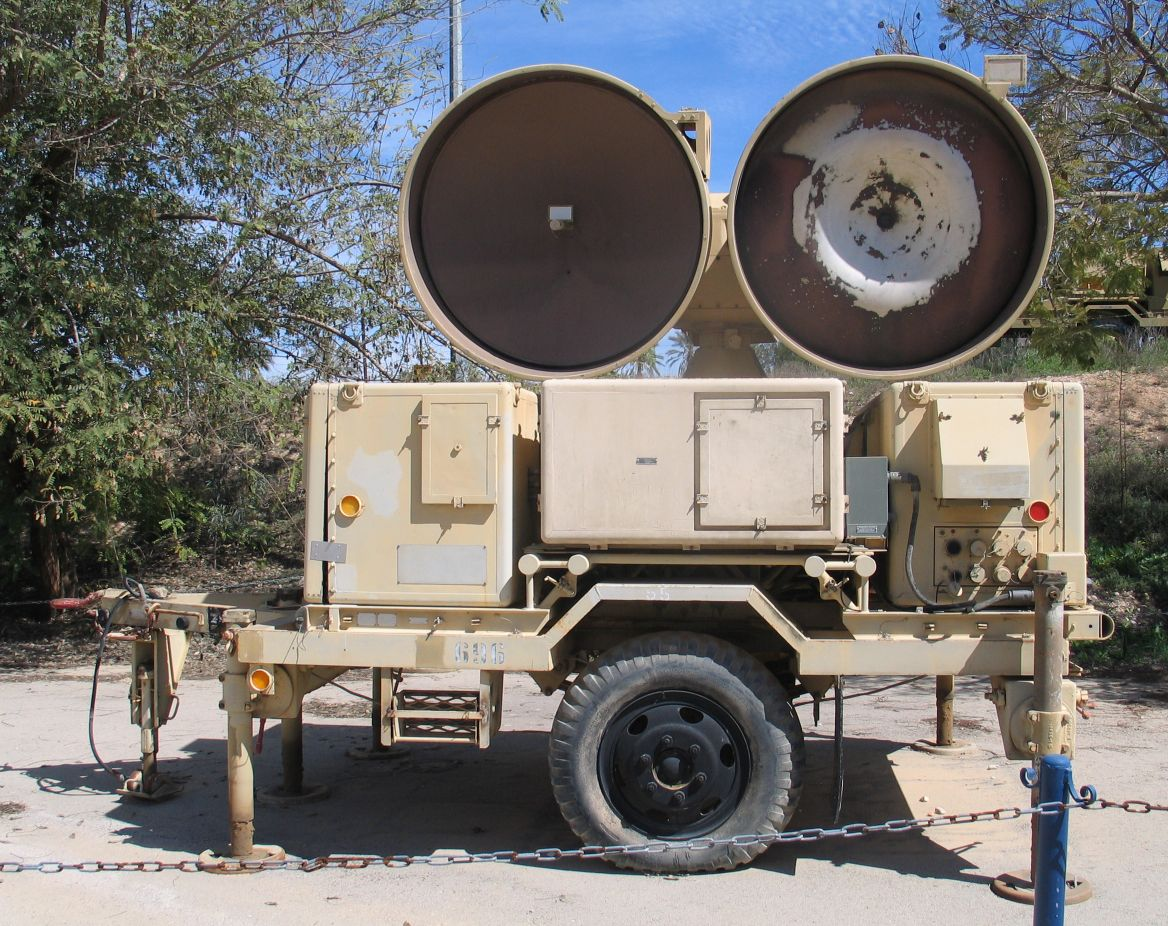
De vuurleidingsradars waren op dezelfde site opgesteld
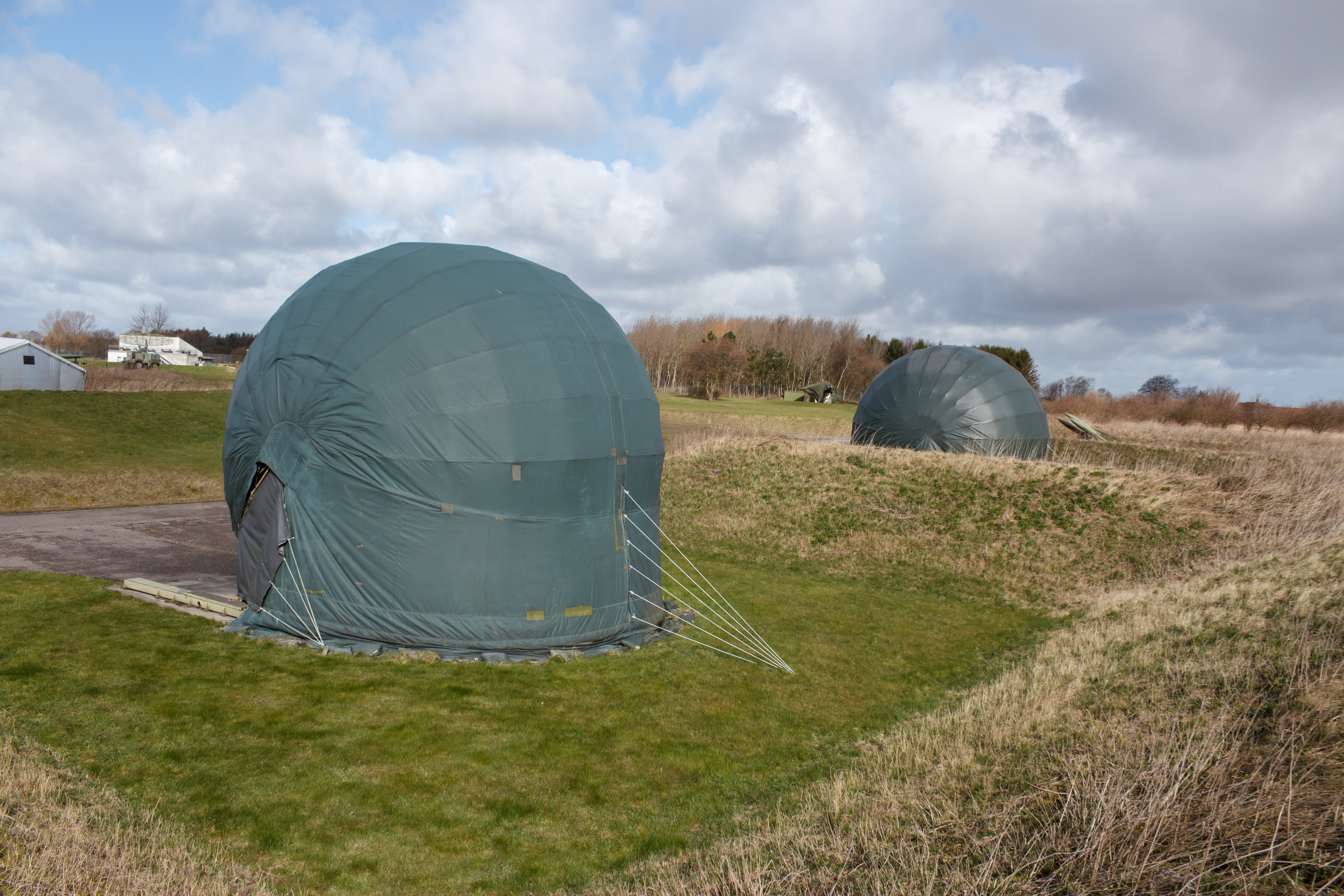
Winterbescherming

Voor de eigen bescherming tegen luchtdoelen op korte afstand beschikte men over:

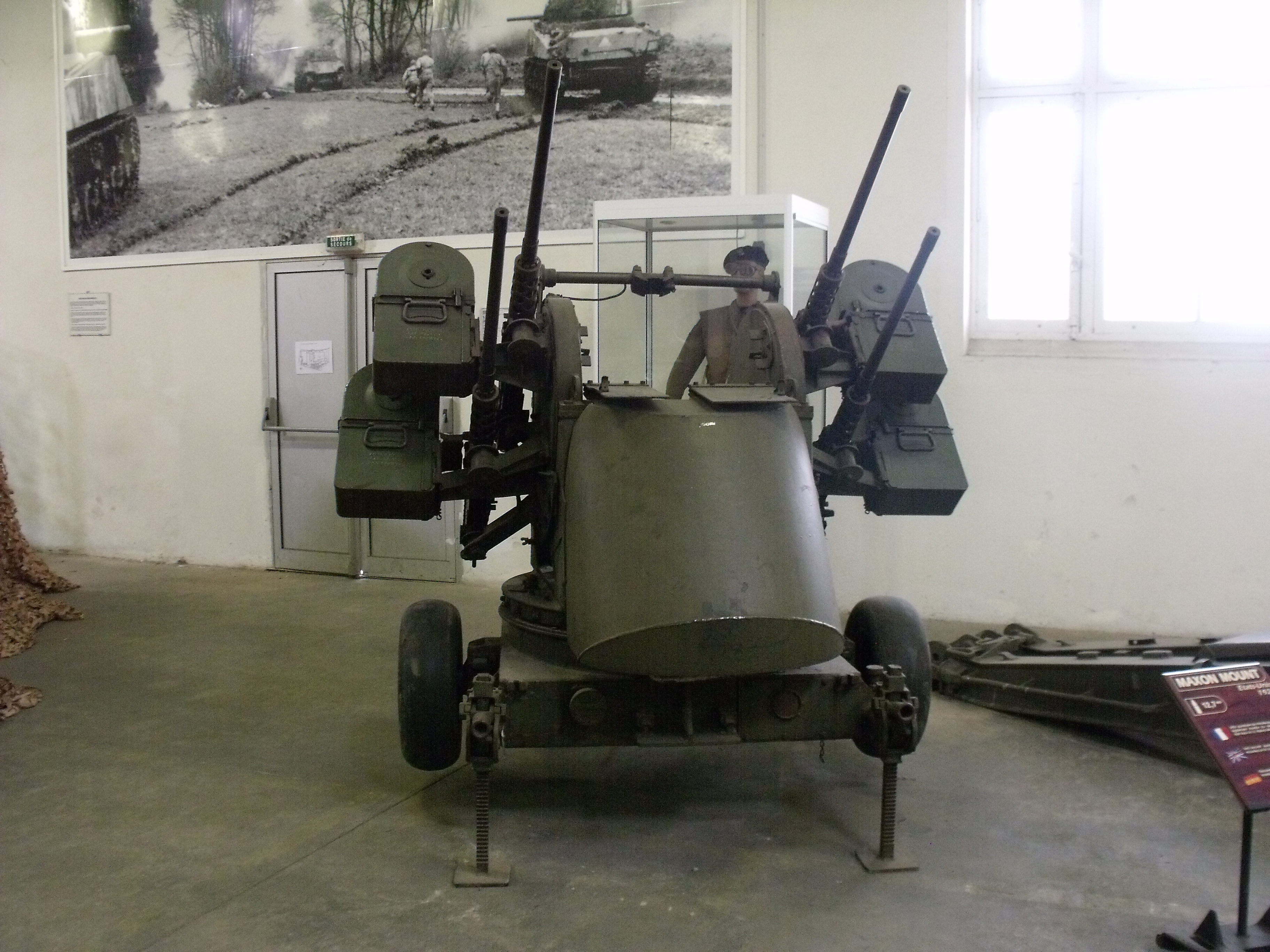
Browning M-55 vierling-luchtafweer (1967-1985)
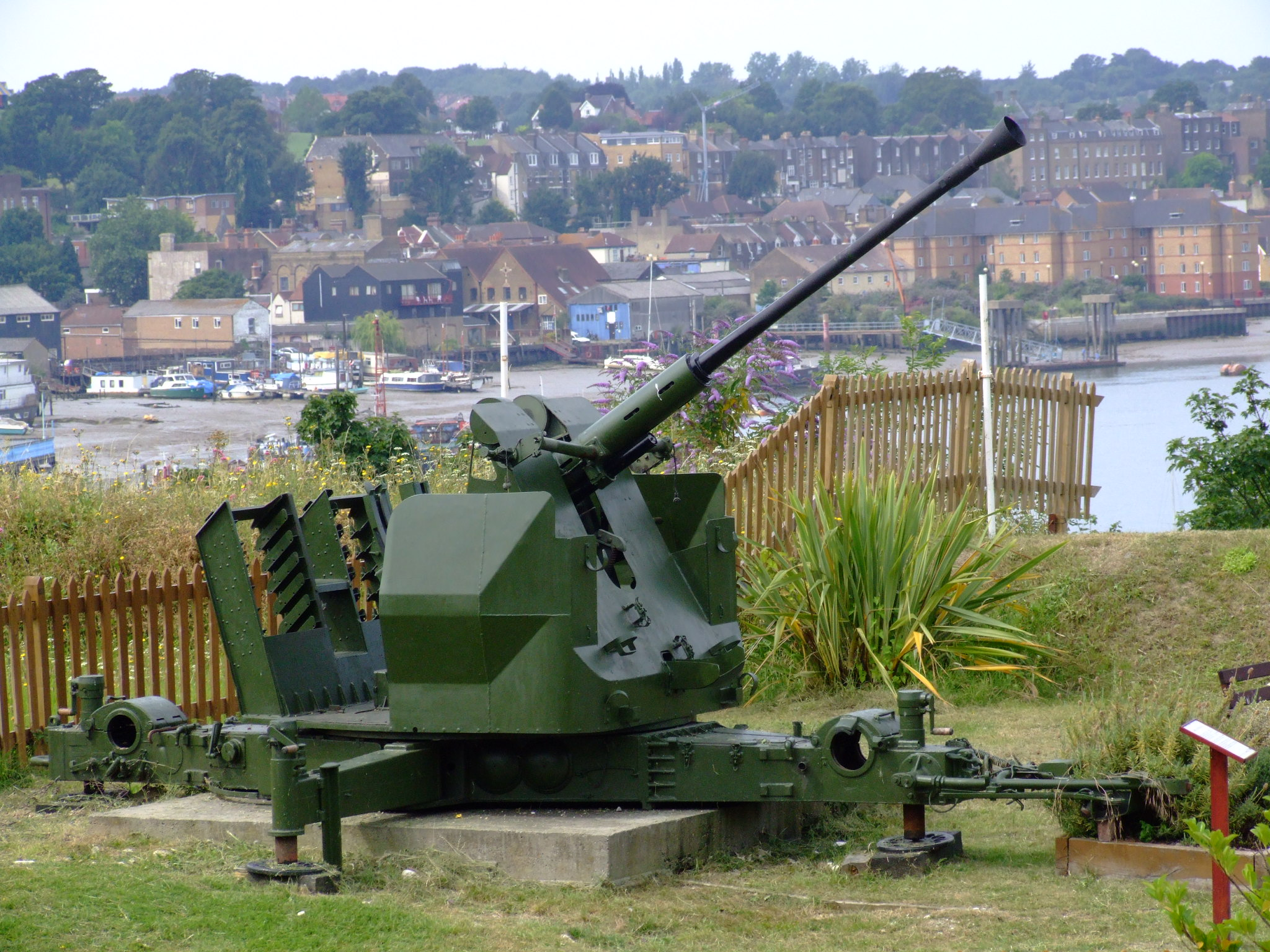
Vervangen door automatisch kanon Bofors 40L70 (1980-1988)
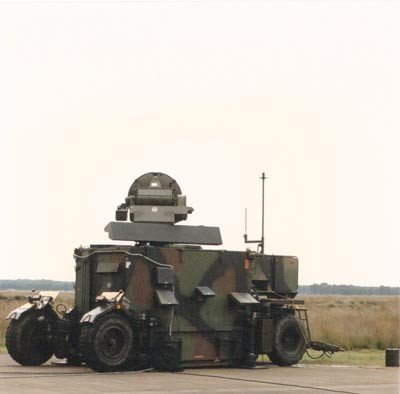
Gecombineerd met Flycatcher-korteafstandsvuurleidingsradar (1979-2002)
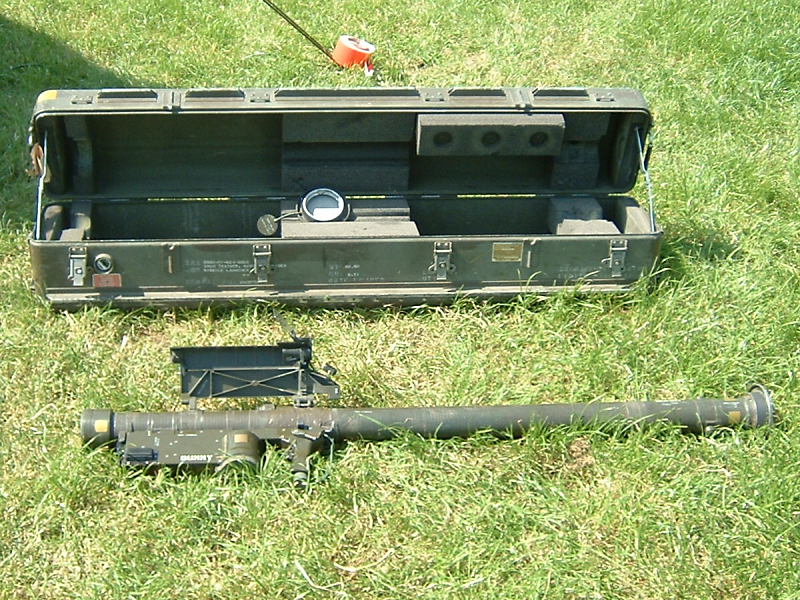
Vanaf de schouder afvuurbare IR-geleide Stinger tegen luchtdoelen op korte afstand (1986-heden)

## Algemeen
De periode na de Tweede Wereldoorlog stond in het teken van de Koude Oorlog tussen de westerse NAVO- en oostelijke Warschaupact-allianties.
Door de snelle opbouw van de luchtmachten aan beide zijden, alsmede de toegenomen mogelijkheden van moderne straalvliegtuigen - in snelheid, laadvermogen en vliegbereik - oordeelde men dat een adequate (lucht)verdediging met alleen jachtvliegtuigen economisch en operationeel niet mogelijk was. Ook werd het niet opportuun geacht dat belangrijke objecten (industriële complexen, havens e.d.) en grote bevolkingsconcentraties niet met individuele luchtverdedigingssystemen beschermd konden worden.

## Keuze voor geleide wapens naast jachtvliegtuigen
Het voordeel van geleide wapens toen (en nu nog steeds) is de korte reactietijd na signalering van een mogelijke vijandelijke indringers. Ook is door de hoge snelheid van raketten snelle uitschakeling van de doelen mogelijk. Vliegtuigen hebben meer tijd nodig om te starten en zelfs als ze in de lucht zijn is er tijd nodig om ze door de gevechtsleiding naar het doel te leiden. Het nadeel van geleide wapens is het relatief korte bereik in vergelijking tot dat van vliegtuigen. Er is daarom een vrij groot aantal lanceeropstellingen nodig om een groot gebied te bestrijken.
Op initiatief van de Verenigde Staten ging de NAVO ertoe over om van Noord- tot Zuid-Europa binnen het gehele NAVO-gebied geleidewapengordels in te richten. Deze gordels liepen van noord Noorwegen tot in Zuid-Turkije en vanaf 1959 werden de onderdelen die deze luchtverdediging vormden operationeel.
De meeste lidstaten van de NAVO deden hieraan mee behalve Canada, Portugal en Luxemburg. Frankrijk trok zich in 1966 terug uit de NAVO-bevelsstructuur en stelde geen eenheden meer beschikbaar. De tot dan bestaande Franse Nike en HAWK-eenheden werden ontbonden en teruggetrokken. De Franse krijgsmacht, die 8 Nike- en 8 HAWK-squadrons in Duitsland operationeel had, opteerde na het verlaten van de NAVO voor raketsystemen van eigen fabricaat.
Aan de andere zijde van het IJzeren Gordijn werden de NAVO-ontwikkelingen gevolgd door dezelfde activiteiten van lidstaten van het Warschaupact.

## Tactiek
In de jaren 1950 werd vooral rekening gehouden met massale aanvallen van hoogvliegende langeafstandsbommenwerpers ter voorbereiding voor de acties van landlegers. Vanwege de veronderstelde massaliteit van de aanvallen en omdat de techniek van toen nog niet zo geavanceerd was als de huidige, kreeg een deel van de raketten een nucleaire lading. Middels atoomexplosies in de lucht zouden grote aantallen bommenwerpers gelijktijdig uitgeschakeld worden (het begrip Electro Magnetische Puls was nog onbekend). Voor kleinere en laagvliegende formaties zouden kleinere raketten opgesteld worden.

## Indeling
Het West-Duitse luchtruim werd daarom door de NAVO van oost naar west als volgt verdeeld:
- Lowlevel Missile Engagement Zone (LOMEZ).

Een zone van ca. 50 km diep direct achter het IJzeren Gordijn. Hier werd het mobiele Raytheon HAWK-systeem ingezet.
- Medium en Highlevel Missile Engagement Zone (MEMEZ/HIMEZ).

Een zone van ca. 100 km diep ten westen van de LOMEZ. Hier werd het Western Electric Nike Hercules-systeem ingezet. Deze raketten werden deels met atoomkoppen uitgerust.
- Fighter Engagement Zone (FEZ).

Ten westen van de Missile Zones begon het luchtruim voor de eigen luchtverdedigingsjagers.

## Indeling bij de krijgsmachtdelen
In de VS waren Nike- en HAWK-eenheden als bataljons ingedeeld bij de landmacht (US Army). Ook de Franse krijgsmacht volgde deze regel.
Luchtverdedigingseenheden uit België, Nederland, Duitsland en Engeland waren echter overwegend bij de luchtmacht ingedeeld. Engelse eenheden hadden hun eigen afweersystemen: het Bristol Bloodhound-raketsysteem en het Thunderbird-raketsysteem waren gelijkwaardig aan de Nike Hercules. Ook deze systemen zijn overigens buiten dienst gesteld.

## Nederland
Nederland schafte de Nike Ajax en zijn opvolger de Nike Hercules aan en voor laagvliegende doelen werd de kleine HAWK aangekocht. Veel werd nog geleverd binnen het MDAP-programma. Vervolgens werden in de Bondsrepubliek Duitsland 5 Geleide Wapen Groepen (GGW's) opgericht. 1 en 2 GGW opereerden met het Nike en 3, 4 en 5 GGW met het HAWK-systeem. Elke groep bestond uit vier verspreid liggende squadrons.
De personele sterkte van een Nikegroep bestond uit 1900 man waarvan ca. 40% dienstplichtig personeel. Een HAWK-groep had een personele sterkte van 1500 man waarvan ca. 30% dienstplichtig personeel.
Alle GGW’s werden ondersteund door de centraal gelegen Groep Techniek en Materieel Geleide Wapens (GTMGW in Hesepe) als centraal geleide onderhouds- en logistieke eenheid. Bij de samenvoeging tot 12GGW werd deze eenheid als zelfstandig onderdeel opgeheven; een deel werd geïntegreerd in 12 GGW en alle HAWK-groepen kregen elk hun eigen decentrale onderhoudseenheid (Distributed Support Unit. DSU).
Een Nikegroep was voorzien van een groepsoperatiecentrum (GOC), de commandovoeringseenheid van de ingedeelde squadrons. De Nike GOC's beschikten over een eigen langeafstandsradar en elektronische controle en (digitale) verbindingsmiddelen voor de informatieverstrekking en de commandovoering. De HAWK-groepen hadden een Batterij Operatie Centrum (BOC) en hadden eenvoudige verbindingsmiddelen ter beschikking. Alle groepen waren via de GOC/BOC's ingebed in de commandostructuur van de NAVO. In geval van het uitvallen van de commandostructuur konden de squadrons zelfstandig opereren.
Iedere groep had ook een groepshoofdkwartier (GHK). Hier zetelde de groepscommandant met zijn staf. Een GHK was altijd samen met een squadron en een GOC gepositioneerd.

### Nikegroepen geleide wapens
|              | 1 GGW                                   | 2 GGW                         | 12 GGW                        |
| ------------ | --------------------------------------- | ----------------------------- | ----------------------------- |
| Operationeel | Van 01-11-1959 tot 15-05-1975           | Van 08-04-1963 tot 15-05-1975 | Van 15-05-1975 tot 01-04-1988 |
| GHK/GOC      | Handorf                                 | Schöppingen                   | Hesepe/Vörden                 |
| Uitrusting   | MIM-3 Nike Ajax en MIM-14 Nike Hercules | MIM-14 Nike Hercules          | MIM-14 Nike Hercules          |
| Squadron     | 118 Vörden                              | 220 Schöppingen               | 118 Vörden                    |
| Squadron     | 119 Sq (B) Handorf                      | 221 Erle                      | 220 Schöppingen               |
| Squadron     | 120 Sq(C) Borgholzhausen                | 222 Nordhorn                  | 120 Borgholzhausen            |
| Squadron     | 121 (D) Bad Essen                       | 223 Rheine                    | 223 Rheine                    |

#### Paraatheidstatus
Tijdens de Koude Oorlog leverde een Nike-GGW de volgende operationele paraatheid:
- één squadron op 15 minuten[5]
- twee squadrons op 3 uur[6]
- één squadron op 12 uur[7]
- het GOC was doorlopend 24/7 bezet

Ieder squadron had drie vaste locaties:
- het  kamp (GHK of GLK) was voor de squadronstaf en/of groepsstaf en de verzorgende/ondersteunende eenheden
- de Integrated Fire Control (IFC) was voor de vuurleiding, in geval van een GOC was hier ook het GOC gevestigd
- de Launch Area (LA) was de lanceeropstelling

### HAWK-groepen geleide wapens
|              | 3 GGW                          | 4 GGW                          | 5GGW                                |
| ------------ | ------------------------------ | ------------------------------ | ----------------------------------- |
| Operationeel | Van: 15-08-1963 tot 13-01-1993 | Van: 01-10-1963 tot 01-07-1975 | Van 01-09-1966 tot 13-01-1993       |
| GLK/BOC      | Blomberg                       | Hessisch Oldendorf             | Stolzenau                           |
| Uitrusting   | MIM-23 HAWK                    | MIM-23 HAWK                    | MIM-23 HAWK                         |
| Squadron     | 324 Laatzen (Aerzen)           | 420 Barsinghausen              | 500 Borstel                         |
| Squadron     | 326 Velmerstot                 | 421 Bad Münder                 | 501 Winzlar                         |
| Squadron     | 327 Sq Dörentrup-Schwelentrup  | 422 Goldbeck                   | 502 Hoysinghausen                   |
| Squadron     | 328 Schwalenberg               | 423 Reinsdorf                  | 503 Steyerberg werd later Reinsdorf |

### Samenstelling van een HAWK-squadron
Vuurleiding gebeurde vanuit het Batallion Operations Centre (BOC) dat verantwoordelijk is voor zijn eigen luchtverdedigingssector.
Aan het BOC, met zijn langeafstandsradar en coördinatiecentrum, waren er drie of vier squadrons gekoppeld. Deze lagen 10 à 25 km verspreid in het terrein opgesteld.
Een HAWK-batterij bestond uit:
- 1 Battery Control Centre (vuurleiding/commandopost)
- 1 Pulse Acquisition Radar (opsporingsradar tot 125 km)
- 1 Continous Wave Acquisition Radar (opsporingsradar voor doelen op lage hoogte en voor snelheidsbepaling)
- 2 High-Power Illumination Radars (hoogvermogendoelvolgradar die richtinformatie gaf aan de vuurleiding)
- 1 Range Only Radar (doelvolgradar die afstand tot een doel bepaalde en alleen gebruikt werd bij vijandelijke electronic counter measures)

Een HPIR-radar stuurde drie launchers aan, elk weer voorzien van drie raketten. Een raket (missile) had een bereik van maximaal 15 km hoogte en 35 km reikwijdte. In de vlucht bleef de raket middels zijn ingebouwde radar het doel volgen.
Aan een squadron waren enkele ondersteunende afdelingen toegevoegd om alles in een oorlogssituatie selfsupporting te maken. Alle militairen van een squadron werden ingezet voor rondomverdediging, transport, communicatie en logistiek.
Tijdens oefeningen en bij crises werd een HAWK-groep mobiel en ging letterlijk "het bos in". De groep werd dan verdeeld in een:
- Commando en Operationele Eenheid (COE)
- Logistieke Eenheid (LOE)

### Reorganisaties

#### Jaren 70
Met de defensienota 1974 werden als bezuiniging de Geleide Wapen Groepen gereorganiseerd. GTMGW en 4 GGW werden opgeheven en 1 en 2 GGW samengevoegd tot 12 GGW, onder gelijktijdige afstoting van 4 van de 8 Nike-squadrons. Het materieel van 4 GGW werd verdeeld over 7 vliegbases in Nederland ter verbetering van de luchtverdediging. Het materieel van afgestoten Nike-eenheden werd deels teruggegeven aan de US Army omdat het materieel van één Groep in het kader van MDAP was verstrekt. Het andere deel werd verdeeld over de overblijvende squadrons.

#### Jaren 80
De defensienota 1984 voorzag de snelle invoering van het Patriot-wapensysteem in de periode 1988-1993. Dit ter vervanging van de nucleaire Nike Hercules taak en ter afstoting van een groot aantal dienstplichtigen. 12 GGW werd in 1988 opgeheven. Om efficiënter gebruik te maken van het wapensysteem werden de HAWK- en Patriotsystemen hierna samengevoegd. 3 en 5 GGW bleven elk met 2 Patriot- en 2 HAWK-squadrons operationeel.

#### Jaren 90
Na het einde van de Koude Oorlog was het niet langer economisch verantwoord grote aantallen Nederlandse troepen in Duitsland te handhaven. Voortvloeiend uit de prioriteitennota van 1993 werden de resterende GGW's opgeheven en het materieel overgebracht naar vliegbasis De Peel en samengevoegd in 4 squadrons als Groep Geleide Wapens De Peel (GGWDP). De nieuwe squadrons gingen door als de zogenoemde triad-eenheden die al bij de GGWs in Duitsland waren gevormd. In een triad (“triple air defense”) waren Patriot, HAWK en FIM-92 Stinger-systemen geïntegreerd. Dit maakte een verder verbeterde samenwerking van wapen en vuurleidingssystemen mogelijk.
Het Nederlandse Patriotsysteem werd in 1991 op slag bekend toen detachementen van 3 en 5 GGW werden ingezet ter bescherming van Turkije en Israël.

#### Na 2000
In 2003 werd het inmiddels verouderde HAWK-raketsysteem uitgefaseerd en in 2004 werd het gehele systeem verkocht aan Roemenië.
Ook tijdens de Golfoorlog van 2003 werden opnieuw luchtmachtdetachementen ingezet in Turkije; drie systemen beschermden toen de steden Diyarbakır en Batman tegen aanvallen vanuit Irak.

## Heden
De luchtverdediging van de luchtmacht bestaat sinds 2004 uit vier Patriot-systemen verdeeld over het 802 en 803 Squadron met in totaal 160 MIM-104 Raytheon Patriot PAC-2-raketten. Er zijn in 2007 32 Patriot PAC-3-raketten en 4 extra launchers aangeschaft die tevens in staat zijn ballistische raketten te onderscheppen. Daarmee heeft ieder van de vier systemen 6 launchers, waarvan 2 geschikt voor PAC-3-raketten.
Vanaf 2006 heeft het Commando Luchtdoelartillerie (CoLua) van de Koninklijke Landmacht gefaseerd de luchtmachtbasis De Peel betrokken om zo de eerste stappen richting integratie van de luchtverdedigingssystemen van land- en luchtmacht te realiseren. Aansluitend is in 2009 de invoer van nieuwe en moderne luchtverdedigingssystemen bij het CoLua voltooid. Met deze systemen biedt het CoLua bescherming van (eigen of geallieerde) troepen, objecten en gebieden tegen luchtdreiging op zeer lage tot middelbare hoogte (beneden 7500 meter).

## Einde zelfstandig GGW de Peel

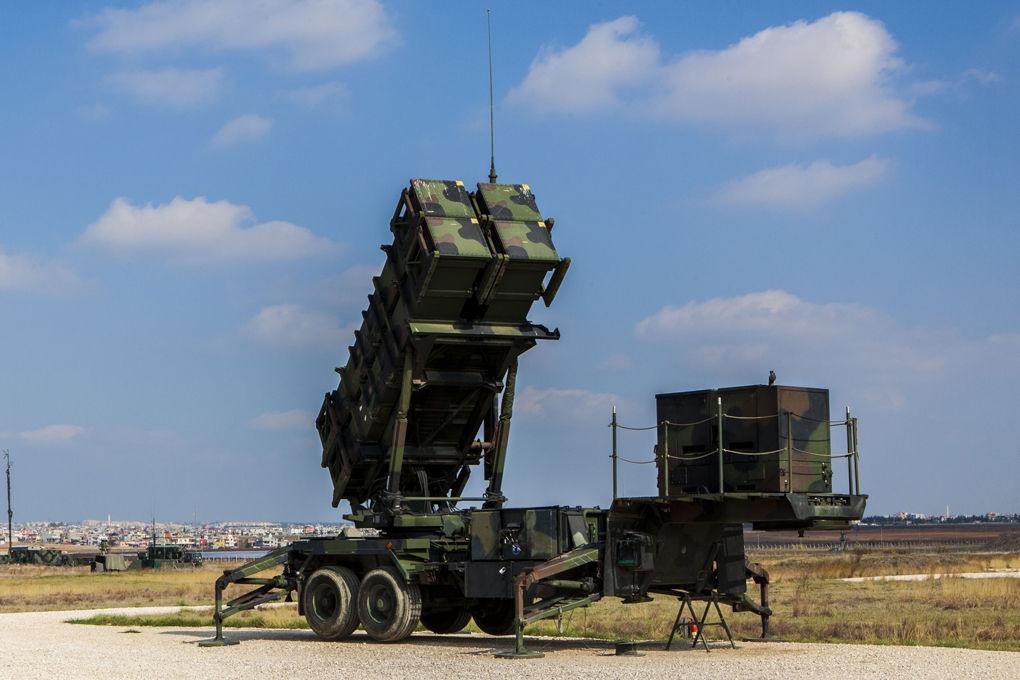
Turkije, Adana, 2 april 2014. Lucht-en landmachtpersoneel van het Defensie Grondgebonden Luchtverdedigings Commando (DGLC) participeert in de patriotmissie 'Active Fence' ter bescherming van het zuiden van Turkije. 1 (NL) TBMTF beschermt de stad Adana tegen (raket)aanvallen vanuit Syrië

In 2009 besloot de Commandant der Strijdkrachten de Groep Geleide Wapens van de luchtmacht en het Commando Luchtdoelartillerie van de landmacht samen te voegen tot één Commando Grondgebonden Luchtverdediging, onder verantwoording van de Commandant Landstrijdkrachten. Het doel was dat de samen te voegen wapens en sensorsystemen elkaars zwakke punten neutraliseerden en zo een gezamenlijke ondoordringbare luchtverdediging vormden.
Dit commando is nu het Defensie Grondgebonden Luchtverdedigingscommando en werd in 2012 operationeel. Het wordt geacht bescherming te bieden tegen luchtdreiging op alle hoogtes; zowel tegen vliegtuigen als tegen ballistische en kruisvluchtwapens. In 2013 werd onder dit commando de eerste missie in Turkije uitgevoerd onder de naam Operatie Active Fence.